# Marie-Theres Nadig
Marie-Theres «Maite» Nadig (* 8. März 1954 in Flums) ist eine ehemalige Schweizer Skirennfahrerin. Sie war in den 1970er und zu Beginn der 1980er Jahre besonders in den Disziplinen Abfahrt, Riesenslalom und Kombination erfolgreich. Dabei stand sie oft im Schatten ihrer österreichischen Konkurrentin Annemarie Moser-Pröll. Insgesamt gewann sie 24 Weltcuprennen; in der Saison 1980/81 entschied sie ausserdem die Gesamtwertung für sich.
Ihr grösster Erfolg war der Gewinn der Abfahrts- und Riesenslalom-Goldmedaille bei den Olympischen Winterspielen 1972 in Sapporo. Eine Abfahrts-Bronzemedaille kam bei den Olympischen Winterspielen 1980 in Lake Placid hinzu. Nach ihrem Rücktritt vom Spitzensport im Jahr 1981 war sie zwei Jahrzehnte lang als Trainerin tätig, zuerst in Liechtenstein, später in der Schweiz.

## Karriere

### Skisport
Marie-Theres Nadig ist Tochter eines Architekten. Sie wuchs zusammen mit vier Geschwistern in Flumserberg auf, wo sie das Skifahren erlernte. Erstmals sorgte sie 1970 für Aufsehen, als sie bei den Schweizer Juniorenmeisterschaften die Titel im Riesenslalom, im Slalom und in der Kombination gewann. Im Winter 1970/71 wurde sie in die Nationalmannschaft aufgenommen und bestritt die ersten Rennen im Weltcup.
Am 3. Dezember 1971 holte sie als Sechste der Abfahrt in St. Moritz erstmals Weltcuppunkte. Sechs Wochen später folgte beim Riesenslalom in Grindelwald der erste Podestplatz, womit sie sich die Qualifikation für die Olympischen Winterspiele 1972 sicherte.
In Sapporo gewann Nadig völlig überraschend die olympische Goldmedaille in der Abfahrt und im Riesenslalom; dabei liess sie jeweils die als Favoritin geltende Annemarie Moser-Pröll hinter sich. Die Olympiasiege galten auch als Weltmeistertitel. Ihre erste Weltcupsaison beendete Nadig als Fünfte der Gesamtwertung. Aufgrund dieser Leistungen wurde sie zur «Sportlerin des Jahres» gewählt.
Nadig konnte im Winter 1972/73 nicht an ihre Vorjahresleistungen anknüpfen; das beste Ergebnis war ein dritter Platz am Saisonende in Mont Sainte-Anne. Im Winter 1973/74 fuhr sie wesentlich konstanter, mit einem zweiten Platz bei der Abfahrt der Silberkrugrennen in Bad Gastein als bestem Ergebnis. Ein Weltcupsieg blieb aber weiterhin aus. Enttäuschend verliefen die Weltmeisterschaften 1974 in St. Moritz, bei der sie in der Abfahrt auf den fünften Platz fuhr und im Riesenslalom ausschied.

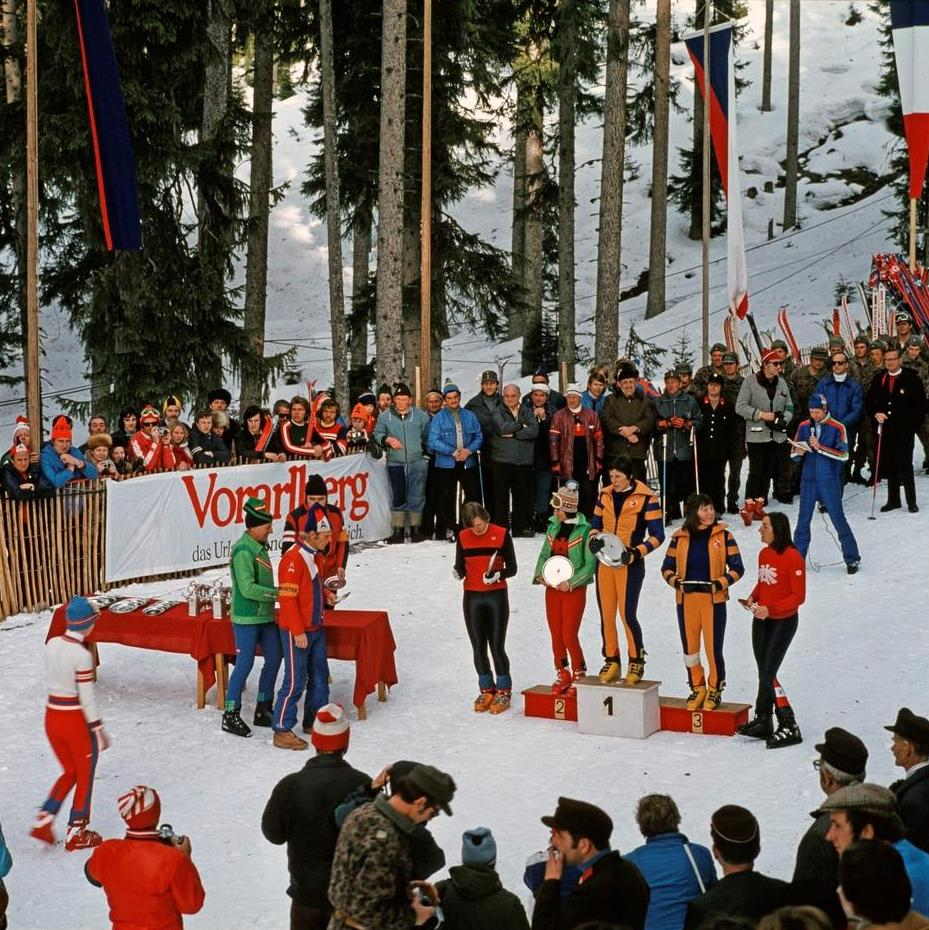
Siegerehrung der Kapellabfahrt beim Goldschlüsselrennen von Schruns 1975:
1. Bernadette Zurbriggen, 2. Ingrid Schmid-Gfölner, 3. Marie-Theres Nadig

Der erste Weltcupsieg gelang Nadig am 24. Januar 1975, als sie die Abfahrt in der Axamer Lizum bei Innsbruck gewann; es war die Hauptprobe für das olympische Rennen im darauf folgenden Jahr. Ende der Saison folgte ein weiterer Sieg in Jackson Hole. Die Saison 1975/76 begann mit zwei dritten Plätzen noch vielversprechend, doch dann fiel Nadig hinter ihr gewohntes Leistungsniveau zurück und konnte nicht vom Umstand profitieren, dass ihre grösste Konkurrentin Moser-Pröll den ganzen Winter fehlte.
Bei den Olympischen Winterspielen 1976 verpasste sie wegen hohen Fiebers die Abfahrt. Wieder genesen, erreichte sie im Riesenslalom den fünften Platz. Zuvor im Slalom hatte sie erneut Pech, da sie beim Start einen Stock verlor und nach der Zwischenzeitnahme aufgeben musste.
Deutlich besser verlief die Saison 1976/77 mit mehreren Podestplätzen und dem ersten Sieg in einer Kombinationswertung. Der Winter 1977/78 begann mit einem Abfahrtssieg in Val-d’Isère vielversprechend, dann folgten wieder mittelmässige Resultate. Wiederum keine Medaille gewann sie bei den Weltmeisterschaften 1978 in Garmisch-Partenkirchen: In der Abfahrt fuhr sie auf den vierten Platz, im Riesenslalom erreichte sie das Ziel nicht. Im Winter 1978/79 errang Nadig zwei Weltcupsiege, wobei jener am 19. März im Riesenslalom von Furano beim Saisonfinal besonders eindrücklich war: Ihr Vorsprung von 5,20 Sekunden auf die Zweitplatzierte Moser-Pröll ist der grösste in einem Weltcuprennen überhaupt und blieb unübertroffen.
Während der Saison 1979/80 dominierte Nadig die Abfahrten fast nach Belieben. Sie gewann sechs von sieben Rennen und wurde einmal Zweite, wodurch sie in überlegener Manier erstmals eine Weltcup-Disziplinenwertung für sich entschied. Hinzu kamen zwei Siege im Riesenslalom und ein Kombinationssieg, was in der Gesamtwertung für den dritten Platz reichte. Aufgrund ihrer Dominanz galt Nadig als Favoritin für den Abfahrtssieg bei den Olympischen Winterspielen 1980. In Lake Placid wurde sie hinter Annemarie Moser-Pröll und Hanni Wenzel Dritte; es war ihr schlechtestes Saisonergebnis in dieser Disziplin. In diesem bei eisiger Kälte ausgetragenen Rennen gab es auch Windböen; Schweizer Zeitungen schrieben davon, dass Nadig im Gegensatz zur Konkurrenz möglicherweise benachteiligt war.
Nadigs Dominanz setzte sich in der Saison 1980/81 nach Moser-Prölls Rücktritt fort. Sie gewann vier Abfahrten, drei Riesenslaloms und zwei Kombinationen. Dadurch sicherte sie sich überlegen den Sieg in der Gesamtwertung, in der Riesenslalomwertung und in der Kombinationswertung. Von der Internationalen Vereinigung der Ski-Journalisten (AIJS) wurde sie daraufhin mit dem Skieur d’Or ausgezeichnet. Nach dem Ende ihrer erfolgreichsten Saison überhaupt fehlte Nadig die Motivation für das Sommertraining; schliesslich erklärte sie im Juli 1981 ihren Rücktritt vom Spitzensport.

### Trainerin
Auch danach blieb Nadig dem Skisport verbunden. Noch während ihrer Zeit als Aktive hatte sie in Flumserberg ein Sportgeschäft eröffnet, das sie 1979 von einem Einzelunternehmen in eine Aktiengesellschaft umwandelte. Noch heute steht sie ihrer «Nadig Sport AG» als Präsidentin vor. Den Laden richtete sie im Hotel des ehemaligen Skirennfahrers Edmund Bruggmann ein. Ausserdem liess sie sich zur Skilehrerin ausbilden und betrieb eine eigene Rennschule, die sie später in die örtliche Skischule integrierte.
Dem Beispiel ihres sieben Jahre älteren Bruders Theo folgend, der erfolgreich als Trainer tätig war, erwarb Nadig ebenfalls eine Trainerlizenz. 1986 übernahm sie die Betreuung des liechtensteinischen Nachwuchses, wobei sie nach dem Rücktritt zahlreicher Weltklasseathleten praktisch bei Null beginnen musste. Sie führte mehrere Athleten, darunter Marco Büchel, Birgit Heeb und Markus Foser, an die Weltspitze. Nach zehn Jahren wechselte sie zum Schweizerischen Skiverband und betreute die Abfahrerinnen des B-Kaders.
1999 wurde Nadig als Trainerin des A-Kaders bestimmt. Ihre Hauptaufgabe war es, um Corinne Rey-Bellet ein erfolgreiches Abfahrtsteam aufzubauen, was nur bedingt gelang, da der Verband in den Jahren zuvor die Nachwuchsarbeit vernachlässigt hatte. Im März 2004 übernahm Nadig das Amt der Cheftrainerin der Nationalmannschaft. Wiederum musste sie sich mit der fehlenden Basis auseinandersetzen. Die Saison 2004/05 war für die Schweizer Skirennfahrerinnen die schlechteste Saison überhaupt seit Einführung des Weltcups. Nachdem das Team bei den Weltmeisterschaften 2005 ohne Medaillengewinn geblieben war, wurde Nadig im März 2005 freigestellt. Im Oktober 2005 beendete sie ihre Trainerlaufbahn endgültig.

### Fussball
Nadig war schon als Kind fussballbegeistert und spielte an Wochenenden als einziges Mädchen mit älteren Knaben Fussball. Als nach ihrem Olympiasieg 1972 ein Bild von ihr mit einem Fussball in den Medien erschien, rief sie der damalige FCZ-Präsident Edi Nägeli an und überzeugte sie, beim FC Zürich mitzuspielen. Zuerst spielte sie auf der Position Linker Flügel, später im Mittelfeld. Bis zum Beginn der Skisaison trainierte sie zum Teil mehrmals in der Woche in Zürich. Die Doppel-Olympiasiegerin wurde am 7. Mai 1972 als Publikumsmagnet für das Vorspiel zur offiziellen Länderspielpremiere auf Schweizer Boden gegen Frankreich im Basler Rankhof aufgeboten. 1977 wechselte sie in die Erste Liga zum Verein von Bad Ragaz, wo sie bis 1980 als Spielertrainerin fungierte. Nadig verhalf dem Schweizer Frauenfussball in den 1970er und 1980er Jahren zu mehr öffentlicher Sichtbarkeit und trug massgeblich zu dessen Legitimation bei.

## Erfolge

### Olympische Spiele
- Sapporo 1972: 1. Abfahrt, 1. Riesenslalom
- Innsbruck 1976: 5. Riesenslalom
- Lake Placid 1980: 3. Abfahrt

### Weltmeisterschaften
- Sapporo 1972: 1. Kombination
- St. Moritz 1974: 5. Abfahrt
- Innsbruck 1976: 5. Riesenslalom
- Garmisch-Partenkirchen 1978: 4. Abfahrt
- Lake Placid 1980: 3. Abfahrt

Anmerkung: Die olympischen Wettbewerbe von 1972, 1976 und 1980 zählten auch als Weltmeisterschaften.

### Weltcupwertungen
Nadig gewann 1981 den Gesamtweltcup, hinzu kommen drei weitere Siege in Disziplinenwertungen.
| Saison  | Gesamt | Gesamt | Abfahrt | Abfahrt | Riesenslalom | Riesenslalom | Slalom | Slalom | Kombination | Kombination |
| Saison  | Platz  | Punkte | Platz   | Punkte  | Platz        | Punkte       | Platz  | Punkte | Platz       | Punkte      |
| ------- | ------ | ------ | ------- | ------- | ------------ | ------------ | ------ | ------ | ----------- | ----------- |
| 1971/72 | 5.     | 111    | 3.      | 71      | 6.           | 37           | 23.    | 3      | -           | -           |
| 1972/73 | 17.    | 48     | 10.     | 22      | 9.           | 36           | -      | -      | -           | -           |
| 1973/74 | 6.     | 123    | 2.      | 72      | 9.           | 28           | -      | -      | -           | -           |
| 1974/75 | 4.     | 154    | 3.      | 100     | 10.          | 22           | 13.    | 11     | -           | -           |
| 1975/76 | 14.    | 58     | 10.     | 27      | 10.          | 19           | 16.    | 12     | -           | -           |
| 1976/77 | 6.     | 133    | 3.      | 81      | 23.          | 3            | -      | -      | -           | -           |
| 1977/78 | 10.    | 63     | 3.      | 78      | 14.          | 10           | -      | -      | -           | -           |
| 1978/79 | 5.     | 156    | 3.      | 89      | 4.           | 94           | -      | -      | -           | -           |
| 1979/80 | 3.     | 221    | 1.      | 125     | 2.           | 95           | 22.    | 11     | 6.          | 25          |
| 1980/81 | 1.     | 289    | 1.      | 120     | 2.           | 97           | 28.    | 7      | 1.          | 86          |

### Weltcupsiege
Nadig gewann 24 Weltcuprennen (13 Abfahrten, 6 Riesenslaloms, 5 Kombinationen). Hinzu kommen 12 zweite Plätze, 21 dritte Plätze sowie 55 weitere Platzierungen unter den besten zehn.
| Datum             | Ort           | Land        |
| ----------------- | ------------- | ----------- |
| 24. Januar 1975   | Innsbruck     | Österreich  |
| 11. März 1975     | Jackson Hole  | USA         |
| 7. Dezember 1977  | Val-d’Isère   | Frankreich  |
| 5. Dezember 1979  | Val-d’Isère   | Frankreich  |
| 14. Dezember 1979 | Piancavallo   | Italien     |
| 19. Dezember 1979 | Zell am See   | Österreich  |
| 7. Januar 1980    | Pfronten      | Deutschland |
| 15. Januar 1980   | Arosa         | Schweiz     |
| 20. Januar 1980   | Bad Gastein   | Österreich  |
| 3. Dezember 1980  | Val-d’Isère   | Frankreich  |
| 12. Dezember 1980 | Piancavallo   | Italien     |
| 19. Januar 1981   | Crans-Montana | Schweiz     |
| 29. Januar 1981   | Megève        | Frankreich  |

| Datum            | Ort              | Land        |
| ---------------- | ---------------- | ----------- |
| 19. März 1979    | Furano           | Japan       |
| 6. Dezember 1979 | Val-d’Isère      | Frankreich  |
| 2. März 1980     | Mont Sainte-Anne | Kanada      |
| 8. Dezember 1980 | Limone Piemonte  | Italien     |
| 10. Februar 1981 | Maribor          | Jugoslawien |
| 13. März 1981    | Furano           | Japan       |

| Datum             | Ort             | Land       |
| ----------------- | --------------- | ---------- |
| 26. Januar 1977   | Crans-Montana   | Schweiz    |
| 18. Dezember 1978 | Val-d’Isère     | Frankreich |
| 6. Dezember 1979  | Val-d’Isère     | Frankreich |
| 12. Dezember 1980 | Limone Piemonte | Italien    |
| 27. Januar 1981   | Les Gets        | Frankreich |

### Schweizer Meistertitel
Nadig wurde viermal Schweizer Meisterin:
- 1 × Abfahrt: 1972
- 2 × Riesenslalom: 1976, 1980
- 1 × Kombination: 1972

## Auszeichnungen
- 1972: Schweizer Sportlerin des Jahres
- 1981: Skieur d’Or

## Quelle
- Internationales Sportarchiv, Ausgabe 46/2001 (Munzinger-Archiv)